# Palazzo Paolo e Niccolò Interiano
Il palazzo Paolo e Niccolò Interiano, o palazzo Interiano Pallavicino, è un edificio storico italiano, sito in piazza delle Fontane Marose 2, nel centro storico di Genova. È uno dei Palazzi dei Rolli che furono designati, al tempo della Repubblica di Genova, a ospitare gli ospiti di alto rango durante le visite di stato per conto del governo genovese.
L'edificio è fra i 42 palazzi dei rolli selezionati e dichiarati Patrimonio dell'umanità dall'UNESCO il 13 luglio 2006.

## Storia
Fu costruito su progetto dell'architetto ticinese Francesco Casella per Paolo Battista e Niccolò Interiano tra il 1565 e il 1567. Compare come palazzo della categoria più elevata nei rolli del 1576, 1599, 1614. Fu incluso da Rubens nella sua edizione dei Palazzi di Genova del 1622.
Verso il 1664 divenne proprietà di Gio.Batta Negrone; fu poi dei Centurione, quindi Grimaldi (1797) e Vivaldi Pasqua, che restaurarono ampiamente il palazzo, ampliandolo verso nord ad opera dell'architetto Pietro Pellegrini tra il 1844 e il 1851, e infine Pallavicini.

## Descrizione

### Esterni
Presenta un prospetto con quadratura architettonica a nicchie e figure (allegorie della Prudenza, della Temperanza, della Giustizia e della Fortezza e delle virtù cardinali eseguite dai pittori manieristi Lazzaro e Benedetto Calvi tra il XVI e XVII secolo), così come sul prospetto posteriore. Il portale, in bozze di pietra e di marmo alternate, con putti e vasi, è sormontato dallo stemma della Famiglia Pallavicino.
Sul fianco sinistro del palazzo restano tre epigrafi dei Padri del Comune (1206, 1427, 1559) a testimonianza delle fontane Amorose o Marose, demolite con l'apertura di via G. Interiano, che danno tuttora il nome all'adiacente piazza.
Ancora sul tetto vi è un giardino, opera ottocentesca dell'architetto Pietro Pellegrini, costituito da una serie di terrazze consecutive che si arrampicano gradatamente sulla collina, conserva alcuni loggiati, un ninfeo, oltre che alcune statue e vasche di Traverso e Parodi. Verso l’alto il parco, ancor oggi piantumato, è scenograficamente concluso da un loggiato al di sopra del quale si staglia il moderno edificio del Museo d'arte orientale Edoardo Chiossone, realizzato da Mario Labò nel 1971, in sostituzione della distrutta Villetta Di Negro.

### Interni
Nell'atrio, gli affreschi sono di Giovanni Battista Carlone, mentre la statua neoclassica di Antinoo è di Nicolò Traverso, e quelle di Paride e di Elena, di Salvatore Revelli, ottocentesche.
Nel XIX secolo su commissione del Marchese Domenico Pallavicino e della moglie Teresa Corsi, furono restaurate le facciate e realizzata la decorazione interna di numerosi ambienti. Michele Canzio decorò un salone con Scene dell'Antico Testamento.

## Galleria d'immagini

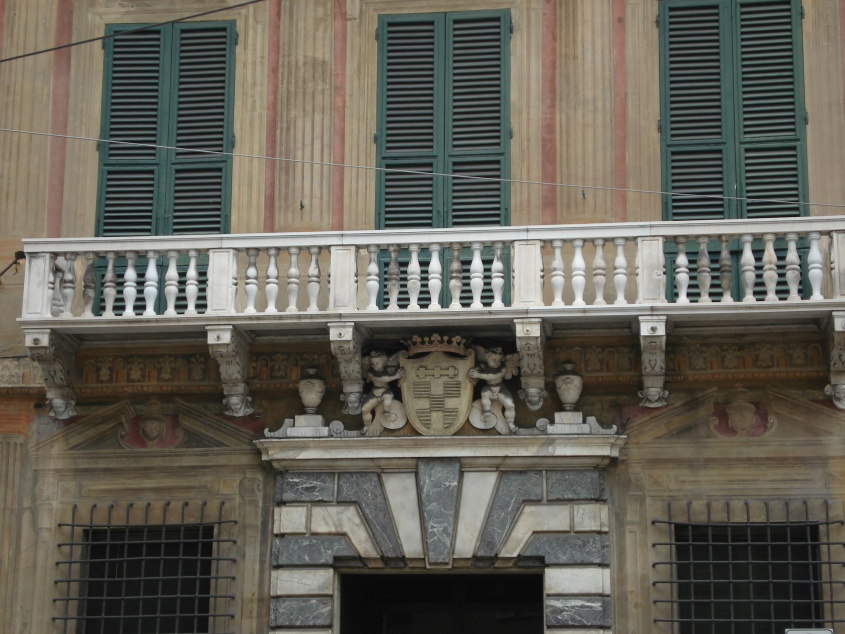
Particolare del portale
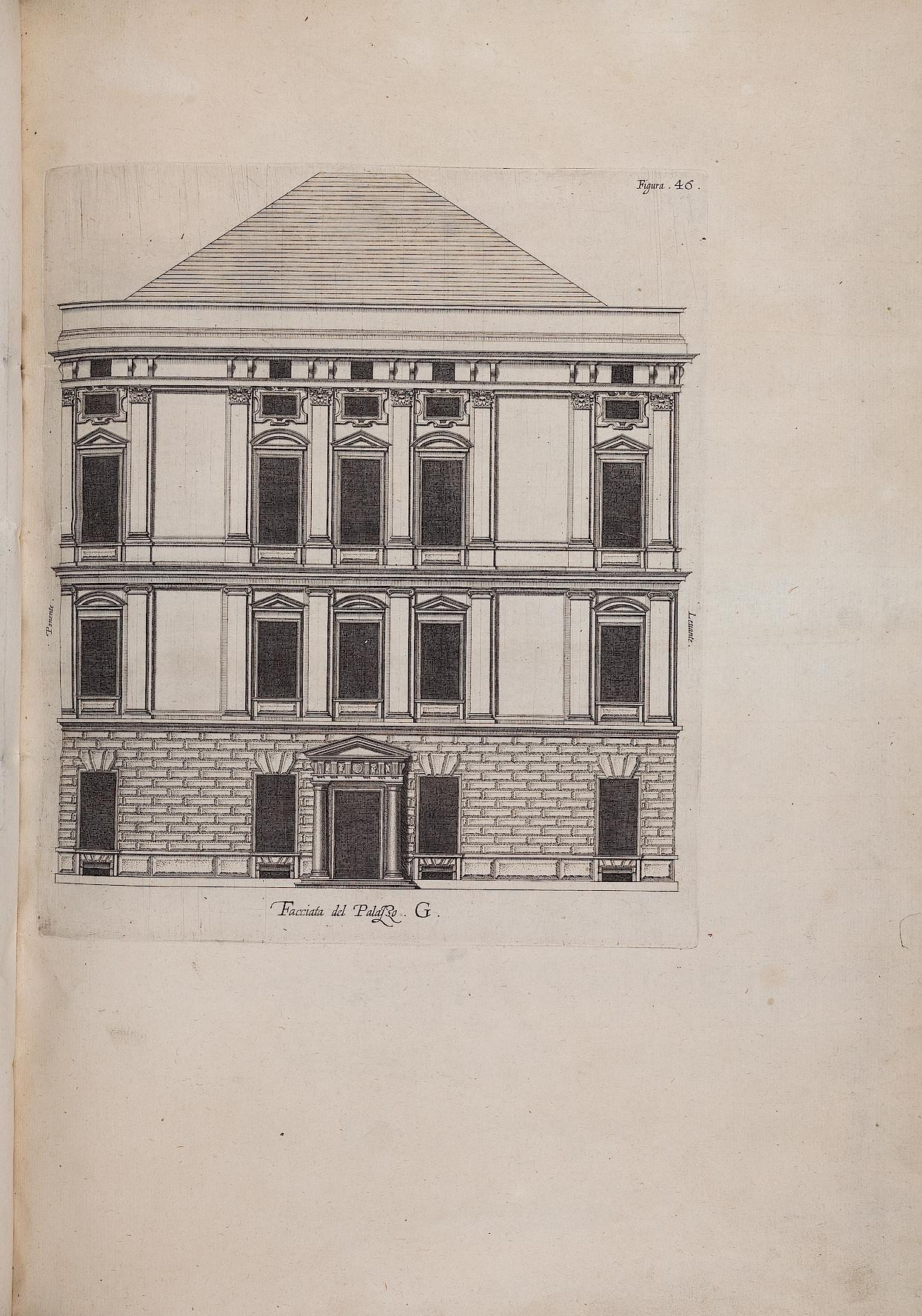
Rubens - Palazzi di Genova, Palazzo Interiano
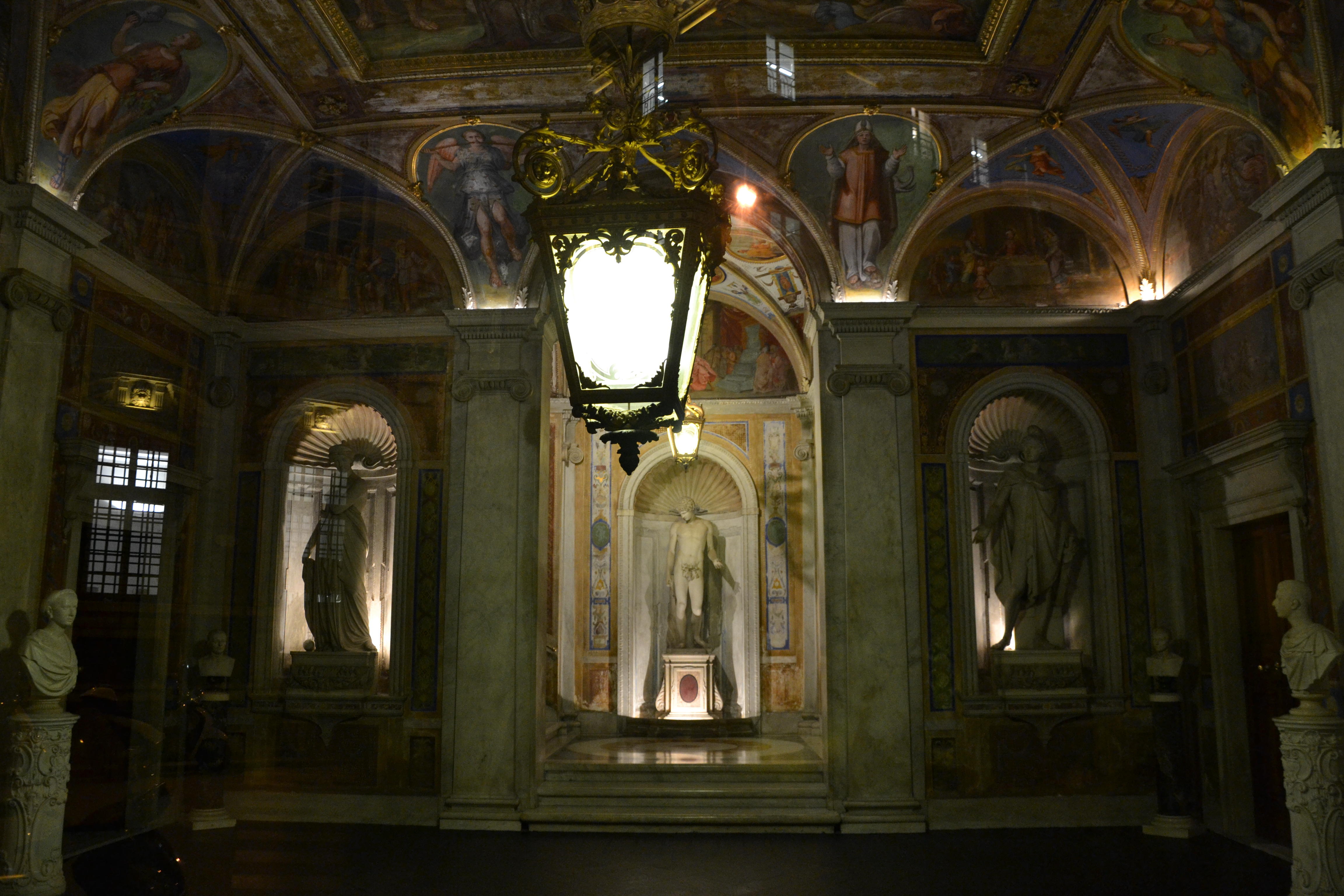
Atrio
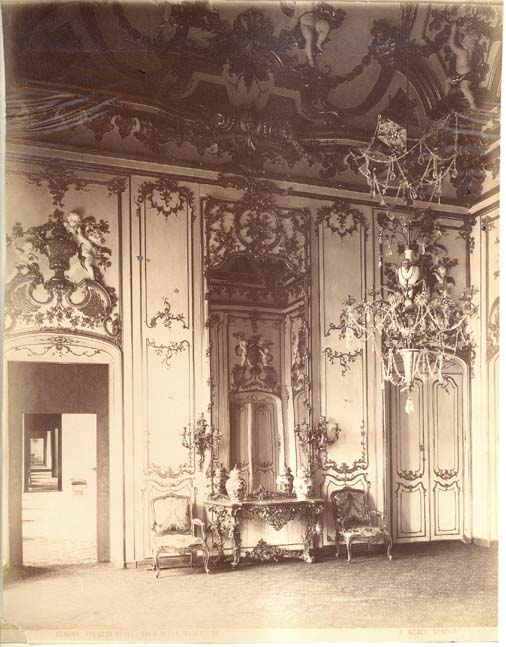
Noack, Alfred (1833-1895) - Interni di Palazzo Pallavicino